# برونيسواف كوموروفسكي
برونيسواف ماري كوموروفسكي, (بالبولندية: Bronisław Maria Komorowski)‏ (4 يونيو 1952 -)، رئيس بولندا. هو عضو حزب المنبر المدني، شغل منصب رئيس مجلس النواب البولندي من 5 نوفمبر 2007. أصبح رئيسًا مؤقتًا للجمهورية البولندية إثر وفاة الرئيس ليخ كاتشينسكي في حادث تحطم طائرة في 10 أبريل 2010. ترشح للانتخابات الرئاسية التي أجريت في 20 يونيو، وحصل في الجولة الأولى على نسبة 41.22% من الأصوات، وبسبب عدم حصول أي من المرشحين على نسبة من الأصوات تتجاوز 50% تقرر إجراء جولة الإعادة في 4 يوليو، وفي الجولة الثانية حصل على نسبة 53% من جملة الناخبين وانتخب رئيسًا لبولندا.

## وصلات خارجية
- برونيسواف كوموروفسكي على موقع الموسوعة البريطانية (الإنجليزية)
- برونيسواف كوموروفسكي على موقع مونزينجر (الألمانية)

- The only Official Biography of Bronisław Komorowski(in English)
- The official website of the President of the Republic of Poland
- Polish Lower House (in English – Polish version)
- Civic Platform (بالبولندية)
- Wprost 24 (بالبولندية)